# Jozef Wouters
Jozef Wouters (Sint-Jans-Molenbeek, 1986) is een Vlaams scenograaf en kunstenaar. Zijn werk situeert zich tussen architectuur, decorbouw en beeldende kunst. Wouters werkt dikwijls in opdracht van dans- en theatergroepen. Hij vormt een collectief met ingenieur en kunstenaar Menno Vandevelde en choreograaf Michiel Vandevelde.

## Vroege projecten
Samen met Menno en Michiel Vandevelde creëerde Jozef Wouters in 2009 Toren: een voorstelling voor pendelaars, waarbij iemand een maand lang op een weide langs de spoorweg van Winksele de aandacht probeerde te trekken van de treinreizigers. Om mensen uit de trein te doen stappen zodat ze zijn verhaal zouden aanhoren, werden zijn pogingen elke dag grotesker. Zo ontstonden op de wei in Winksele allerhande constructies.
In 2011 richtte Wouters het Zoological Institute for Recently Extinct Species op, waarmee hij de verhalen van recent uitgestorven dieren onderzoekt. Voor dat project 2013 bouwde hij tijdens het Kunstenfestivaldesarts een nieuwe vleugel aan het Museum voor Natuurwetenschappen. Daarin belicht Wouters aan de hand van reconstructies van beelden, verhalen en belangrijke momenten in de natuurhistorie de menselijke omgang met het ecosysteem.
Toen de Koninklijke Vlaamse Schouwburg in 2012 aan Wouters vroeg om een kunstwerk te maken in de Cité Modèle, een Brusselse sociale woonwijk, werkte hij All Problems Can Never Be Solved uit, een tijdelijk architectenbureau waar architecten en bewoners aan de hand van schaalmodellen en maquettes reflecteerden over de mogelijkheden van architectuur. Later volgde een tentoonstelling.

## Damaged Goods
Sinds 2017 maakt Wouters deel uit van Damaged Goods, het dansgezelschap van de Amerikaanse choreografe Meg Stuart. Met Stuart werkte hij de driedelige Atelier-reeks uit, met afleveringen in 2011, 2012 en 2017, waarbij kunstenaars zich afvragen hoe ze veranderlijke plaatsen vandaag kunnen vormgeven. Het project vindt grotendeels plaats in Decoratelier, een oud fabrieksgebouw in Molenbeek en waar Wouters resident is.

## Selectie TheaterFestival
In 2017 werd Jozef Wouters driemaal geselecteerd voor Het Theaterfestival, dat "de meest belangwekkende voorstellingen van het afgelopen seizoen" in de kijker zet. Wouters werd geselecteerd met de stukken Niets en Alleen, waarvoor hij de decors ontwierp, en met INFINI 1-15. Voor die laatste voorstelling ontwierp Wouters, op basis van de verlangens van enkele kunstenaars en architecten, vijftien 'infini's', monumentale theaterdoeken die in de 21ste eeuw in onbruik zijn geraakt.
- Gemeinsame Normdatei: 1075461863
- International Standard Name Identifier: 0000 0004 5443 5157
- Nationale Bibliotheek van Tsjechië: xx0308273
- Virtual International Authority File: 317065202
- WorldCat: E39PBJvRYqqyHh8Q9f3GvtdhHC